# わたなべみえこ
わたなべ みえこは日本のフリーアナウンサー。日本テレビにおいて、「美容番長」「通販のプロ」と呼ばれている。
東京都出身、学生時代に全日本アンサンブルコンテスト東京都代表 全国2位（サックス）。「渡辺ミエコ」名義で出演することもある。

## 経歴
- 第26期 日産ミス・フェアレディ
- 『ニッサン ブルーバードときめきステーション』DJ(茨城放送)
- 『GOING MONDAY』DJ(ラジオ日本)
- 『SUPER FREAK SUNDAY』DJ(FM-Fuji)
- 『ラジオショッピング』キャスター（FM-ヨコハマ)(〜2002）

### レギュラーテレビ関連
- 『PON!』『バゲット』(日本テレビ)
- 『ポシュレ』(日本テレビ)
- 『ポシュレ三つ星モール』(日本テレビ)
- ディノスいいものセレクション(フジテレビ)
- b-tops(読売テレビ)
- b-tops Live(読売テレビ局)
- せのぶら(ABCテレビ)
- QVCジャパン
- いちばん本舗(東海テレビ)
- BS各局
- avex サウンドロゴ ナレーション

#### 司会業
- 長野オリンピック 集火式
- 東京マラソン 表彰式 （2016〜2023）

など